# 唐海县第九农场
唐海县第九农场，是中华人民共和国河北省唐山市曹妃甸区下辖的一个类似乡级单位。

## 行政区划
唐海县第九农场下辖以下地区：
。